# 梅科尤克
梅科尤克（英語：Mekoryuk），是美国阿拉斯加州的一座城市，位於努尼瓦克島。该市的人口在2000年为210人，2010年有191人。人口在阿拉斯加州排行第107。